# أنطونيو دياز جيل
أنطونيو دياز جيل (بالإسبانية: Antonio Díaz Gil)‏ (10 مايو 1934 بإشبيلية في إسبانيا - 5 أبريل 2014 بإشبيلية في إسبانيا) هو لاعب كرة قدم إسباني في مركز الهجوم. لعب مع سلتا فيغو ونادي إشبيلية ونادي خيريث ونادي غرناطة ونادي قادش وCoria CF ‏.